# John Sherwood (réalisateur)
Pour les articles homonymes, voir Sherwood.
John Sherwood, parfois crédité sous le nom de John F. Sherwood est un réalisateur américain né en 1903 à New York, et mort dans sa ville natale le 19 mars 1959.

## Biographie
À partir de En suivant la flotte (Follow the Fleet) de Mark Sandrich en 1936, il est longtemps assistant réalisateur, notamment sur Autant en emporte le vent (Gone With the Wind, 1939) de Victor Fleming, Une petite ville sans histoire (Our Town, 1940) de Sam Wood, Et tournent les chevaux de bois (Ride the Pink Horse, 1947) de Robert Montgomery, ou encore Lettre d'une inconnue (Letter from an Unknown Woman, 1948) de Max Ophüls.
Il devient enfin réalisateur en 1956. Il tourne d'abord un western en Technicolor intitulé La Proie des hommes (Raw Edge), puis est responsable de la seconde suite de L'Étrange Créature du lac noir et, l'année suivante, de la réalisation de La Cité pétrifiée, d'après une autre idée originale de Jack Arnold.
Il meurt d'une pneumonie contractée alors qu'il réalise à New York les scènes d'extérieur du film Confidences sur l'oreiller de Michael Gordon.

## Filmographie

### réalisateur
- 1956 : La Proie des hommes (Raw Edge)
- 1956 : La créature est parmi nous (The Creature Walks Among Us)
- 1957 : La Cité pétrifiée (The Monolith Monsters)